# Köprülü, Göle
Köprülü là một thị trấn thuộc huyện Göle, tỉnh Ardahan, Thổ Nhĩ Kỳ. Dân số thời điểm năm 2010 là 2.017 người.